# ثلاثي الفوسفان
ثلاثي الفوسفان هو مركب كيميائي لاعضوي من الفوسفور والهيدروجين صيغته P3H5، ويوجد على شكل غاز عديم اللون.
ينتمي ثلاثي الفوسفان إلى مجموعة مركبات الفوسفانات.

## التحضير
يمكن أن يحضر المركب انطلاقاً من ثنائي الفوسفان:
{\displaystyle {\ce {2 P2H4 -> P3H5 + PH3}}}
يصعب الحصول عليه نقياً، إذ أن أغلب العينات منه تكون مشوبة بمركب P2H4 أو P4H6، وذلك على شكل مصاوغات خطية أو متفرعة.

## الخواص
يوجد المركب في الشروط القياسية على شكل غاز عديم اللون، ولكنه غير مستقر بالمرة عند درجة حرارة الغرفة.